# Diidropirimidina deidrogenasi (NADP+)
La diidropirimidina deidrogenasi (NADP+) è un enzima appartenente alla classe delle ossidoreduttasi, che catalizza la seguente reazione:
5,6-diidrouracile + NADP+ ⇄ uracil + NADPH + H+
L'enzima agisce anche sulle diidrotimine.